# 世界三大建機展

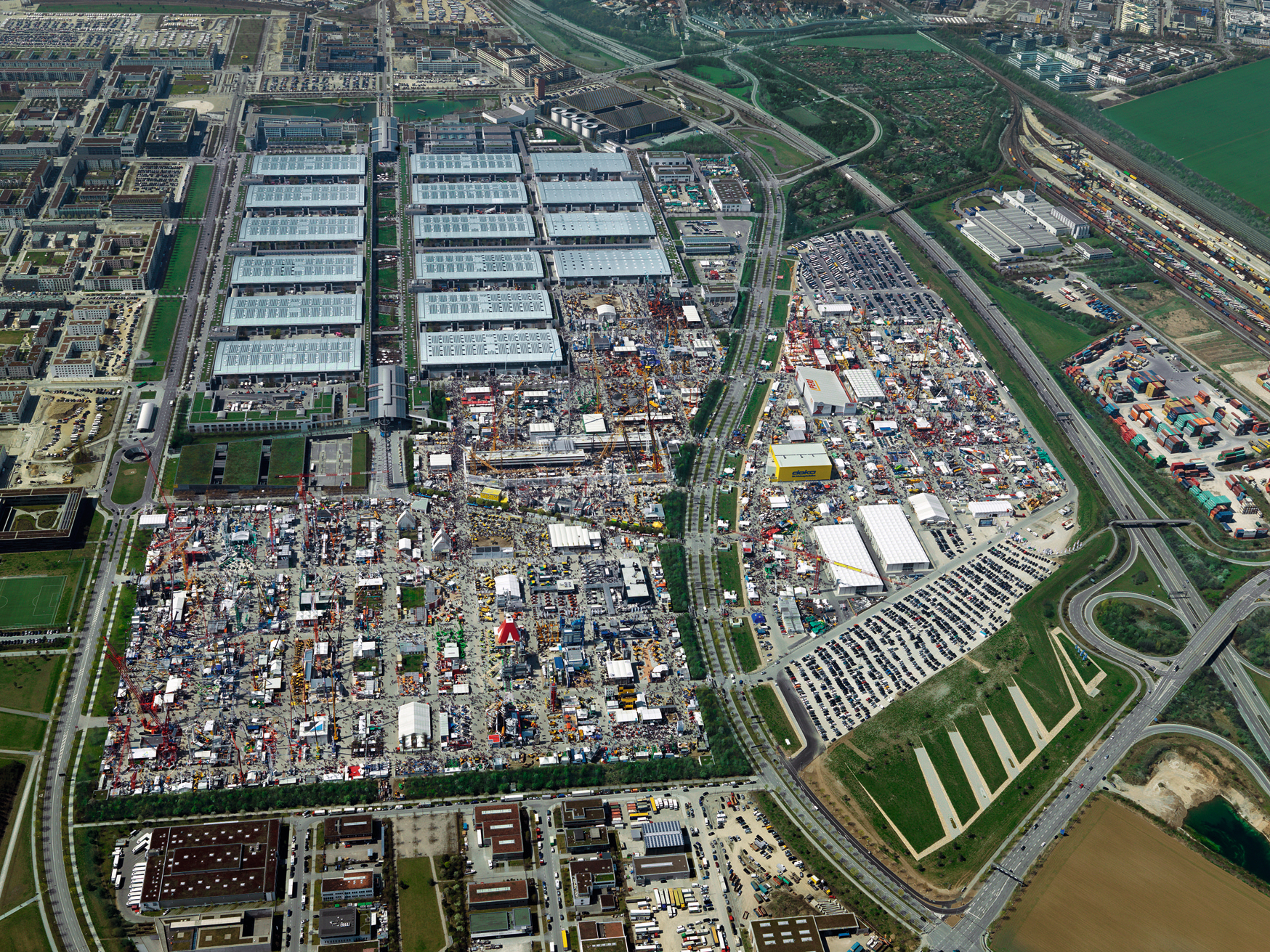
Bauma 2010

世界三大建機展（せかいさんだいけんきてん）は、次の3つの世界最大級の建設機械の国際見本市の総称。これらの見本市には、世界中の建設機械メーカーや部品メーカーが商品の出展を行なっている。
- Intermat（英語版）（フランス）
- Bauma（英語版）（ドイツ）
- Conexpo-Con/Agg（英語版）（アメリカ合衆国）

基本的に、1年ごとにこの順で順次開催される。1986年にはすでに1年ごとに順次開催される現在の形式であった。さらに遡ると、Conexpoは、1969年には6年に1度、米国イリノイ州シカゴで開催されていた。Baumaは、1954年にドイツの展示場で始まり、1971年には2年ごとにミュンヘンで開催されていた。

## Bauma

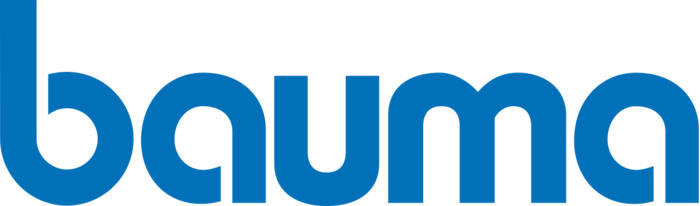
ロゴ

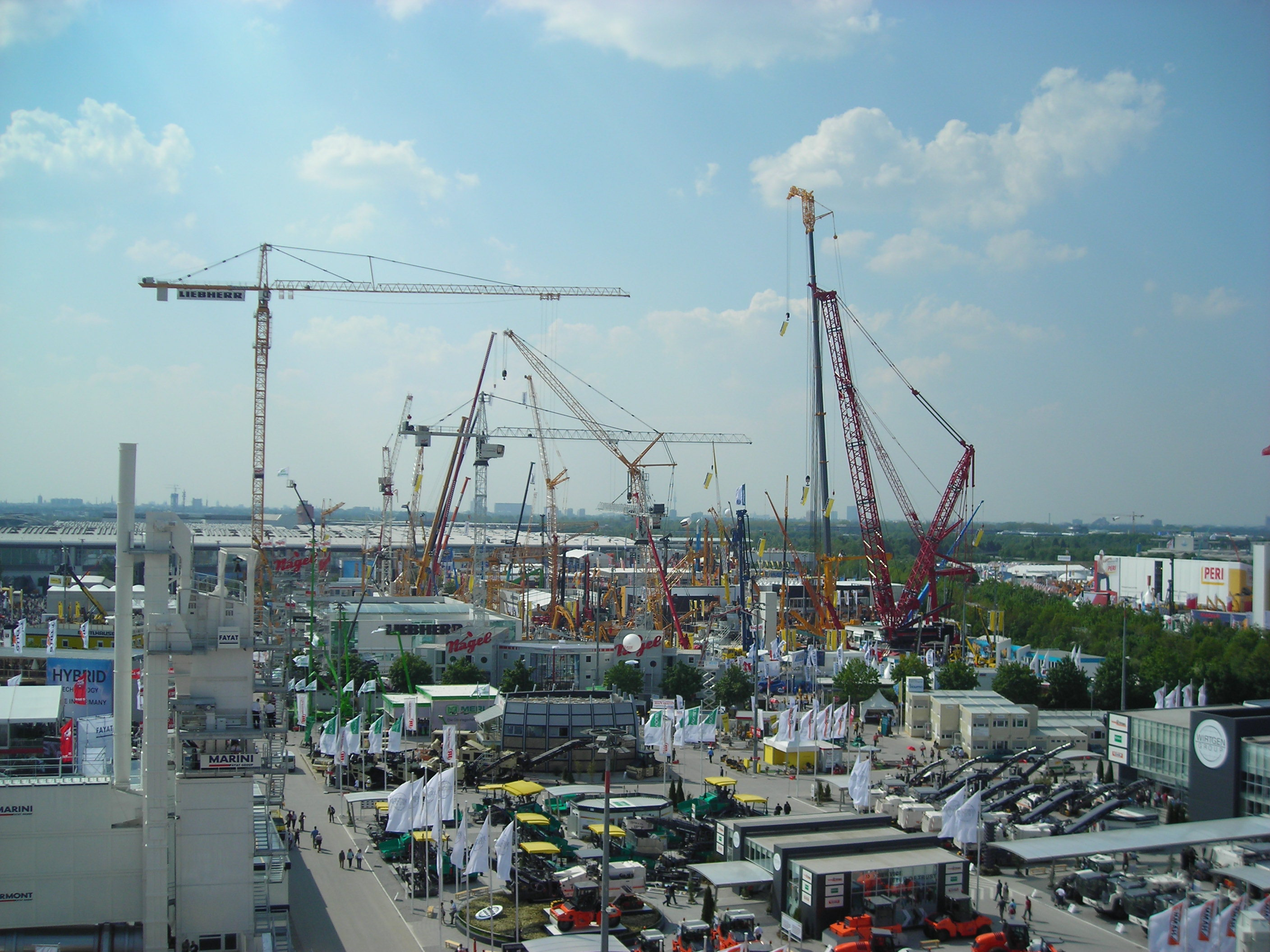
Bauma 2007

Baumaは、Bau（建設）とMaschinerie（機械）を意味する。現在では、アメリカの「Conexpo」、フランスの「Intermat」とともに欧米で開かれている建設機械等に関する展示会のなかで最も大きい展示会となっている。Bauma建機展は、正式には「国際建設機械・建設資材製造機械・建設用車輌専門見本市」と呼ばれ、ミュンヘン見本市会社が主催し、ドイツ機械工業連盟と欧州建設機械工業連合会が後援している。

### Bauma 1971
主な展示機は、タワークレーン、油圧トラッククレーン、機械式トラッククレーン、油圧ショベル、ホイールローダー、ダンプトラック。日本から3社が出展。
- 期間：1971年2月27日 - 3月7日
- 開催場所： テレージエンヴィーゼ（ミュンヘン テレジアン広場）

### Bauma 1986
主な展示機は、土木機械（ホイールローダー、ロードローラー）、クレーン、舗装機械（アスファルトフィニッシャ）、コンクリート機械（コンクリートポンプ車、トラックミキサ）、高所作業車、トンネル機械。
- 期間：1986年4月7日 - 13日
- 開催場所：ミュンヘン常設見本市会場
- 会場の総面積：370,000m2（そのうち、屋内展示会場は、90,000m2）
- 出展の国数：24ヶ国
- 出展社数：1,290社（うち西ドイツ企業 66%。日本から15社が出展）

### Bauma 2001
前回のBauma98から会場が「新ミュンヘン国際見本市会場」になった。
- 期間：2001年4月2日 - 8日
- 開催場所：新ミュンヘン国際見本市会場
- 会場の総面積：455,000m2（そのうち、展示会場は、160,000m2）
- 参加者数：390,000人（前回1998年実績：380,000人）
- 参加者の国数：152ヶ国（前回1998年実績：131ヶ国）

#### 出展企業の多い国とその企業数
1. ドイツ：1,247社
2. イタリア：377社
3. アメリカ合衆国：119社
4. イギリス：116社
5. フランス：76社
6. オーストリア：65社
7. オランダ：62社
8. スイス：45社
9. スペイン：45社
10. スウェーデン：40社
11. フィンランド：33社
12. 韓国：26社
13. デンマーク：23社
14. ベルギー：23社
15. 日本：21社

#### 日本の主な出展企業
- コマツ
- キャタピラージャパン
- 日立建機
- コベルコ建機
- 北越工業
- タダノ
- ヤンマー
- 範多機械
- 諸岡
- ウインブルヤマグチ
- 古河機械金属
- 鶴見製作所

### Bauma 2004
この回からマイニング技術・鉱山機械に焦点を当てた新セクターMiningが設立された。
- 期間：2004年4月2日 - 9日
- 開催場所：新ミュンヘン国際見本市会場
- 参加者数：410,000人
- 参加者の国数：171ヶ国

#### 出展企業の多い国とその企業数
- ドイツ：1,364社
- ドイツ以外：1,437社（2001年の1,144社の26%増）

（ドイツ以外の出展上位国はイタリア、イギリス、アメリカ合衆国、オーストリア、オランダ、スペイン、フランス、スウェーデン、スイス、トルコ）

### Bauma 2007
前回と比べて屋内会場2棟の増設、屋外会場は新たな会場が拡張された。
- 期間：2007年4月23日 - 29日
- 開催場所：新ミュンヘン国際見本市会場
- 会場の総面積：540,000m2（そのうち、屋内会場は、180,000m2）
- 参加者数：500,000人
- 参加者の国数：190ヶ国

#### 出展企業の多い国とその企業数
- ドイツ：1,390社
- ドイツ以外：1,651社
- 合計：3,041社
- 出展国の上位3ヶ国はドイツ、イタリア、イギリス

## Intermat

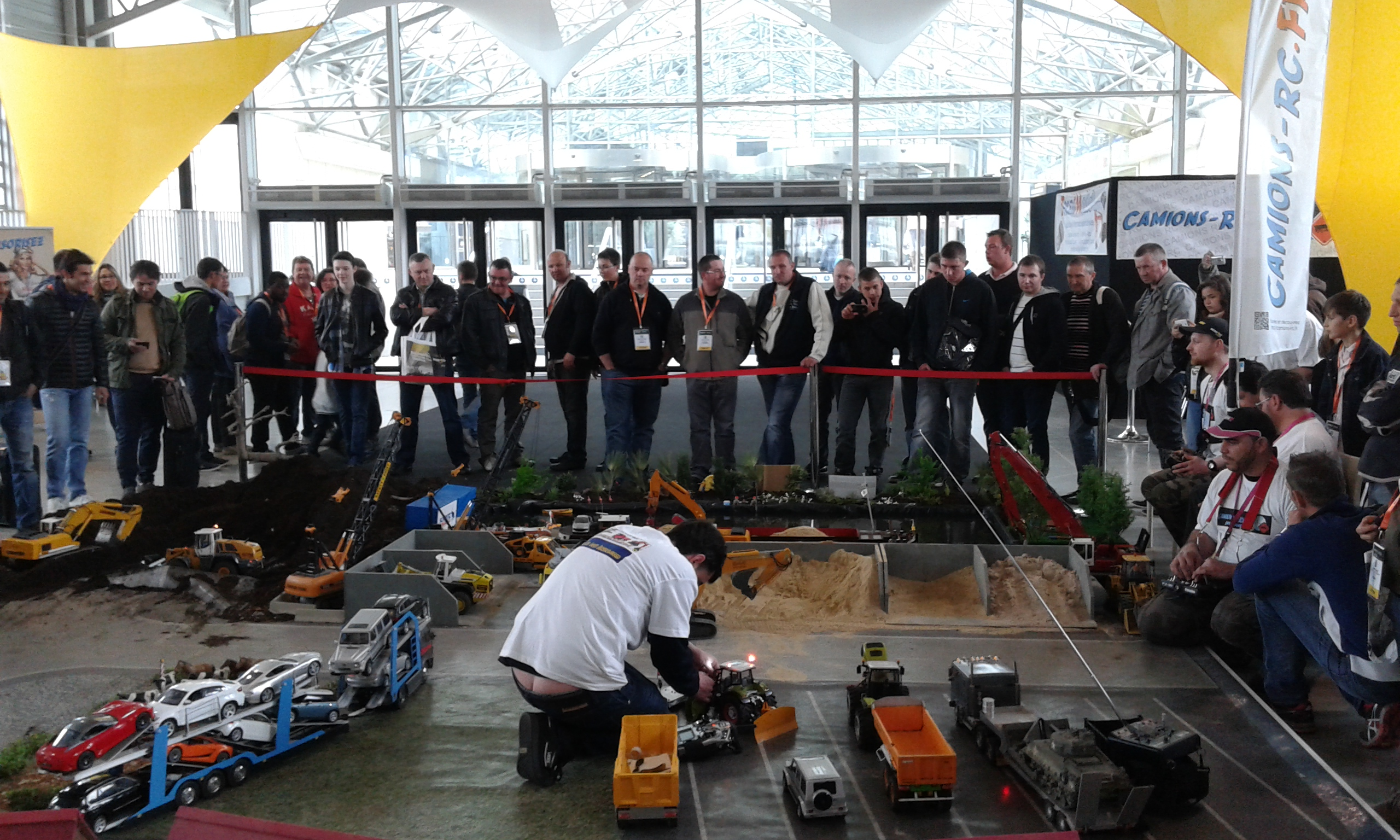
Intermat 2015

### Intermat 2006
展示されていたのは、主に次の機械。ブルドーザ、ローダー、油圧ショベル、道路建設用機械、破砕機、リサイクル機械、リフティング、ハンドリング、トラック、ボーリング機械、圧縮機、コンクリート機械、測量機械。
- 期間：2006年4月24日 - 29日
- 開催場所：パリ
- 会場の総面積：375,000m2
- 参加者数：200,000人
- 出展社数：1,500社（75%が国外）

## Conexpo

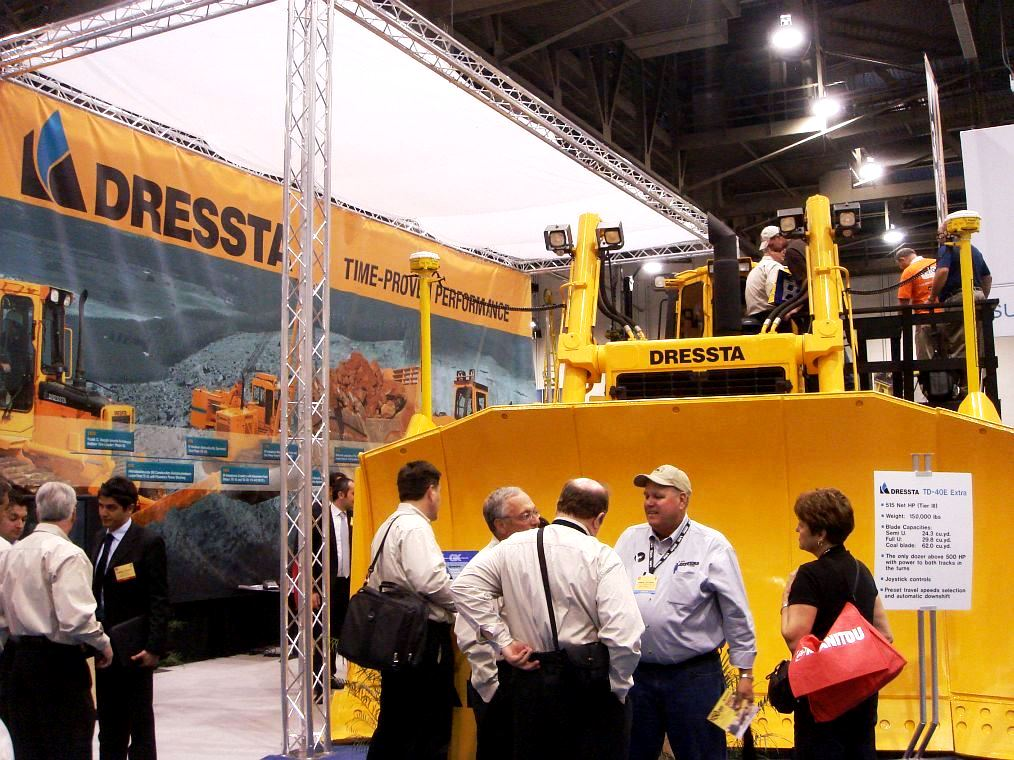
Conexpo 2008

Conexpoは、Construction Equipment Exposition & Road Show の略。1909年からの歴史と実績を持つ展示会である。Baumaに次ぐ世界第2位の規模といわれている。

### Conexpo 1969
- 期間：1969年2月16日 - 22日
- 開催場所：国際円形劇場（英語版）
- 会場の総面積：屋内展示場 53,000m2、屋外展示 8,000m2（前回1963年の20%増し）
- 主催：CIMA（建設産業製造業協会）
- 参加者数：100,000人以上（海外から10,200人。そのうち日本人は1,000人以上）
- 出展社数：米国内のみで195社

### Conexpo 2002
- 期間：2002年3月19日 - 23日
- 開催場所：ラスベガス・コンベンション・センター
- 展示面積：約180,000m2
- 出展社数：約2,100社[10]

### Conexpo 2008
前回のConexpo 2005と比べ、展示面積は約4%増、出展社数は約10%増、来場者数は約16%増。
- 期間：2008年3月11日 - 15日
- 開催場所：ラスベガス・コンベンション・センター
- 総面積：211,966m2
- 出展社数：2,182社
- 来場者数：144,600人（米国以外の130ヶ国から28,000人）

#### 日本の主な出展企業
- キャタピラージャパン[11]

特徴のある展示機種
- キャタピラージャパン社初のエレクトリックドライブシステムを搭載したD7Eブルドーザ（参考出品）
- Fuel Management System（燃費低減システム）を搭載した988Hホイールローダ（バケット容量7.0m³）

- コマツ[12]

テーマは、「安全」「環境」「IT」
展示機種
- 小型油圧ショベル：PC138USLC-8（後方超小旋回油圧ショベル）
- 中型油圧ショベル：PC270LC-8、PC400LC-8

- タダノ[13]

アメリカ販売会社であるTadano America Corporation（テキサス州ヒューストン市）を通じてブースを設けた。
展示機種
- オールテレーンクレーン：TADANO FAUNとしてATF50G-3、ATF65G-4、ATF90G-4、ATF220G-5
- ラフテレーンクレーン：GR-150XL、GR-800XL
- トラッククレーン：GS-300XL、GT-900XL
- プームトラック（アメリカ市場特有のトラッククレーンの一種）：TM-1052、TM-20110、TM-35100

- コベルコクレーン[14]

展示機種（クローラークレーン）
- SL6000：600USt（550t）吊り
- CK2500：250USt（227t）吊り
- CK1000：100USt（90t）吊り

- 日立住友重機械建機クレーン[15]

展示機種（以下のクローラークレーンは、OEM供給先である米国Link-BeItブランドで展示された）
- 138HSL：80USt吊り
- 298HSL：230USt吊り
- 548HSL：550USt吊り

- 酒井重工業[16]

酒井重工業のアメリカ現地法人SAKAI AMERICA社は、舗装用ローラ、土工用振動ローラ、小型締固め機械および転圧管理システム等を展示。
展示機種
- 舗装用ローラ：SW770HF（質逓10t、締固め幅1.7mの高周波仕様） - シリーズ化されており締固め幅2mと2.1mの機種がある
- 土工用振動ローラ：SV505-1（質量10t、締固め幅2.1m、ダンピングロールをスムースシェルで包ったTFタイプ）、SV610（質量12t、締固め幅2.1m、スムースロールのDタイプ）、SV400-2（質量8t、締固め幅1.7m）、SV510-3（質量10t、締固め幅2.1m）
- 転圧管理システム：最新の転圧管理システムCIS (Compaction lnformation System) を発表

- カワサキプレシジョンマシナリ[17]

アメリカ販売・サービス拠点であるKawasaki Precision Machinery (U.S.A).Inc．（ミシガン州グランドラピッズ市）を通じて油圧機器を出展。
主要な展示品
- 油圧ポンプ：K3VLシリーズ
- 油圧モータ：M3X/M3Bシリーズ
- バルブ：パイロット弁PVシリーズ
- 電磁弁ブロック：5KWE5A

アイチコーポレーション、アトラスコブコ、ブリヂストン、筑水キャニコム、デンヨー、古河ロックドリル、古河機械金属、日立建機、IHI建機、コベルコ建機、クボタ、諸岡、日本ニューマチック工業、オカダアイヨン、住友建機、東洋空機製作所、ヤンマー建機、明和製作所、前田製作所、横浜ゴム、カヤバ工業、本田技研工業、いすゞ自動車、クリヤマ、新ダイワ工業、トプコン、東芝、椿本チエイン、鶴見製作所